# Jazeman Jaafar
Jazeman Firhan Jaafar (ur. 13 listopada 1992 w Kuala Lumpur) – malezyjski kierowca wyścigowy.

## Życiorys

### Formuła Renault i BMW
Jazeman karierę rozpoczął w roku 1999 od startów w kartingu. W 2006 roku zadebiutował w Azjatyckiej Formule Renault. Zajął w niej 3. miejsce. Rok później zdominował rywalizację w Azjatyckiej Formułe BMW, zwyciężając w 10 z 22 wyścigów. W Światowym Finale BMW zajął 18. lokatę.
W kolejnym sezonie awansował do jej europejskiego odpowiedniku, w którym zajął 14. pozycję. W Światowym Finale tym razem był piąty. Rok później dwukrotnie stanął na podium, kończąc zmagania na 9. miejscu. Na koniec sezonu wziął udział w wyścigu Pacyfickiej Formuły BMW, na słynnym torze Guia Circuit, w Makau. Nie dojechał jednak do mety.

### Formuła 3
W sezonie 2010 awansował do Brytyjskiej Formuły 3. W pierwszym roku startów został sklasyfikowany na 12. pozycji, z dorobkiem dwóch miejsc na podium.
W kolejnym sezonie startów w Brytyjskiej Formuły 3 przedłużył kontrakt z ekipą Carlin. Dzięki 4 podiom i 187 punktom uplasował się na 6 pozycji w klasyfikacji końcowej. W sezonie 2011 udało mu się jeszcze osiągnąć 7 pozycję w Międzynarodowej Formule Masters, 8 miejsce w Grand Prix Makau i 10 pozycję w wyścigu Masters of Formula. Jaafar zaliczył również trzy gościnne wyścigi w Formule 3 Euro Series.
Największy sukces w Formule 3 Jaafar uzyskał w sezonie 2012. Wówczas został on wicemistrzem Brytyjskiej Formuły 3. Dzięki trzem zwycięstwom i aż 15 podium uzyskał 306 punktów.

### Formuła Renault 3.5
Na sezon 2013 Jaafar przeniósł się do prestiżowej Formuły Renault 3.5. Został ogłoszony jako kierowca wyścigowy brytyjskiej ekipy Carlin. Podczas wyścigu w Monako stanął nawet na najniższym stopniu podium. Z dorobkiem 24 punktów uplasował się na 17 pozycji w klasyfikacji generalnej.
W roku 2014 Jaafar podpisał kontrakt z czeską ekipą ISR. W ciągu siedemnastu wyścigów, w których wystartował dwukrotnie stawał na podium. Uzbierał łącznie 73 punkty, co dało mu dziesiąte miejsce w końcowej klasyfikacji kierowców.
W trzecim sezonie startów przeniósł się do brytyjskiego teamu Fortec Motorsports. Początek sezonu był dla Malezyjczyka znakomity. W pierwszych czterech startach trzykrotnie meldował się w czołowej dwójce. Okazał się bezkonkurencyjny na ulicznym torze Monte Carlo, gdzie wygrał zarówno kwalifikacje, jak i wyścig. Przez pewien czas Jaafar prowadził nawet w punktacji. Dalsza część sezonu to jednak pasmo słabszych wyników i problemów, przez które ostatecznie zmagania zakończył na 8. miejscu, z dorobkiem 118 punktów. Ostatnie podium odnotował na Nürburgringu, gdzie stanął na najniższym stopniu podium. Sezon mógłby uznać za dość udany, gdyby nie wyniki jego zespołowego partnera. Dla porównania Brytyjczyk Oliver Rowland, sięgnął po tytuł mistrzowski z dorobkiem 307 punktów, trzynastu wizyt na podium, siedmiu pole position oraz ośmiu zwycięstw.

## Wyniki

### Formuła Renault 3.5
| Legenda oznaczeń w tabelach wyników Wyświetl szablon na nowej stronie | Legenda oznaczeń w tabelach wyników Wyświetl szablon na nowej stronie                                                                     |
| Oznaczenie                                                            | Wyjaśnienie |
| --------------------------------------------------------------------- | --- |
| Złoty                                                                 | Zwycięzca lub mistrzostwo |
| Srebrny                                                               | 2. miejsce lub wicemistrzostwo |
| Brązowy                                                               | 3. miejsce lub II wicemistrzostwo |
| Zielony                                                               | Ukończył, punktował (w klasyfikacji generalnej, gdy zdobył co najmniej jeden punkt na przestrzeni sezonu, poza trzema powyższymi opcjami) |
| Niebieski                                                             | Ukończył, nie punktował (w klasyfikacji generalnej, gdy nie zdobył co najmniej jednego punktu na przestrzeni sezonu)                      |
| Czerwony                                                              | Nie zakwalifikował się (NZ) |
| Czerwony                                                              | Nie prekwalifikował się (NPK) |
| Różowy                                                                | Nie ukończył (NU) |
| Różowy                                                                | Niesklasyfikowany (NS) (w klasyfikacji generalnej, gdy nie został sklasyfikowany w żadnym wyścigu sezonu)                                 |
| Czarny                                                                | Zdyskwalifikowany (DK) |
| Czarny                                                                | Wykluczony (WYK/EX) |
| Biały                                                                 | Nie wystartował (NW) |
| Biały                                                                 | Kontuzjowany (K/INJ) |
| Biały                                                                 | Wyścig odwołany (OD/C) |
| Bez koloru                                                            | Został wycofany (WYC/WD) |
| Bez koloru                                                            | Nie przybył (NP/DNA) |
| Bez koloru                                                            | Nie brał udziału w treningach (NT/DNP) |
| Bez koloru                                                            | Nie został zgłoszony (–) |
| Pogrubienie                                                           | Start z pole position |
| Kursywa                                                               | Najszybsze okrążenie wyścigu |
| †                                                                     | Nie ukończył, ale jego rezultat został zaliczony ze względu na przejechanie więcej niż 90% dystansu wyścigu.                              |
| *                                                                     | Sezon w trakcie |
| 1/2/3                                                                 | Punktowana pozycja w sprincie kwalifikacyjnym                                                                                             |
| Lista systemów punktacji Formuły 1                                    | |

| Rok  | Zespół             | Wyniki w poszczególnych eliminacjach | Wyniki w poszczególnych eliminacjach | Wyniki w poszczególnych eliminacjach | Wyniki w poszczególnych eliminacjach | Wyniki w poszczególnych eliminacjach | Wyniki w poszczególnych eliminacjach | Wyniki w poszczególnych eliminacjach | Wyniki w poszczególnych eliminacjach | Wyniki w poszczególnych eliminacjach | Wyniki w poszczególnych eliminacjach | Wyniki w poszczególnych eliminacjach | Wyniki w poszczególnych eliminacjach | Wyniki w poszczególnych eliminacjach | Wyniki w poszczególnych eliminacjach | Wyniki w poszczególnych eliminacjach | Wyniki w poszczególnych eliminacjach | Wyniki w poszczególnych eliminacjach | Punkty | Pozycja |
| ---- | ------------------ | ------------------------------------ | ------------------------------------ | ------------------------------------ | ------------------------------------ | ------------------------------------ | ------------------------------------ | ------------------------------------ | ------------------------------------ | ------------------------------------ | ------------------------------------ | ------------------------------------ | ------------------------------------ | ------------------------------------ | ------------------------------------ | ------------------------------------ | ------------------------------------ | ------------------------------------ | ------ | ------- |
| 2013 | Carlin             | ITA                                  | ITA                                  | ARA                                  | ARA                                  | MON                                  | BEL                                  | BEL                                  | RUS                                  | RUS                                  | AUT                                  | AUT                                  | HUN                                  | HUN                                  | FRA                                  | FRA                                  | CAT                                  | CAT                                  | 24     | 17      |
| 2013 | Carlin             | 7                                    | NU                                   | 18                                   | 12                                   | 3                                    | 9                                    | 19                                   | NU                                   | 13                                   | 10                                   | 13                                   | 20                                   | 20                                   | 14                                   | 14                                   | NW                                   | NW                                   | 24     | 17      |
| 2014 | ISR                | ITA                                  | ITA                                  | ARA                                  | ARA                                  | MON                                  | BEL                                  | BEL                                  | RUS                                  | RUS                                  | DEU                                  | DEU                                  | HUN                                  | HUN                                  | FRA                                  | FRA                                  | JER                                  | JER                                  | 73     | 10      |
| 2014 | ISR                | NU                                   | 7                                    | 13                                   | 9                                    | 3                                    | 3                                    | 6                                    | 5                                    | 12                                   | 15                                   | 9                                    | 10                                   | 8                                    | NU                                   | 5                                    | 14                                   | NU                                   | 73     | 10      |
| 2015 | Fortec Motorsports | ARA                                  | ARA                                  | MON                                  | BEL                                  | BEL                                  | HUN                                  | HUN                                  | AUT                                  | AUT                                  | UK                                   | UK                                   | DEU                                  | DEU                                  | FRA                                  | FRA                                  | JER                                  | JER                                  | 118    | 8       |
| 2015 | Fortec Motorsports | 2                                    | 7                                    | 1                                    | 2                                    | 6                                    | 18                                   | 4                                    | 10                                   | 9                                    | 10                                   | NU                                   | 3                                    | 17                                   | 13                                   | 14                                   | 6                                    | 8                                    | 118    | 8       |

### Podsumowanie
| Sezon | Seria                                      | Zespół                     | Wyścigi | Zwycięstwa | PP | NO | Podium | Punkty | Pozycja |
| ----- | ------------------------------------------ | -------------------------- | ------- | ---------- | -- | -- | ------ | ------ | ------- |
| 2006  | Azjatycka Formuła Renault                  | Asia Racing Team           | 12      | 0          | 0  | 0  | 4      | 182    | 3       |
| 2007  | Azjatyska Formuła BMW                      | CIMB Qi-Meritus            | 22      | 10         | 0  | 5  | 16     | 768    | 1       |
| 2007  | Światowy Finał Formuły BMW                 | AM-Holzer Rennsport GmbH   | 1       | 0          | 0  | 0  | 0      | N/A    | 18      |
| 2008  | Europejska Formuła BMW                     | AM-Holzer Rennsport GmbH   | 16      | 0          | 0  | 0  | 0      | 67     | 14      |
| 2008  | Światowy Finał Formuły BMW                 | Eifelland Racing           | 1       | 0          | 0  | 0  | 0      | N/A    | 5       |
| 2009  | Europejska Formuła BMW                     | Eifelland Racing           | 16      | 0          | 0  | 2  | 2      | 123    | 9       |
| 2009  | Pacyficka Formuła BMW                      | Räikkönen Robertson Racing | 1       | 0          | 0  | 0  | 0      | N/A    | NS†     |
| 2010  | Brytyjska Formuła 3                        | Carlin                     | 30      | 0          | 0  | 0  | 2      | 85     | 12      |
| 2010  | Masters of Formula 3                       | Carlin                     | 1       | 0          | 0  | 0  | 0      | N/A    | NS      |
| 2010  | Grand Prix Makau                           | Carlin                     | 1       | 0          | 0  | 0  | 0      | N/A    | 14      |
| 2011  | Brytyjska Formuła 3                        | Carlin                     | 30      | 0          | 0  | 0  | 4      | 187    | 6       |
| 2011  | Międzynarodowe Trofeum Formuły 3           | Carlin                     | 8       | 0          | 0  | 0  | 1      | 21     | 7       |
| 2011  | Formuła 3 Euro Series                      | Carlin                     | 3       | 0          | 0  | 0  | 0      | N/A    | NS†     |
| 2011  | Masters of Formula 3                       | Carlin                     | 1       | 0          | 0  | 0  | 0      | N/A    | 10      |
| 2011  | Grand Prix Makau                           | Carlin                     | 1       | 0          | 0  | 0  | 0      | N/A    | 8       |
| 2012  | Brytyjska Formuła 3                        | Carlin                     | 28      | 3          | 0  | 3  | 15     | 306    | 2       |
| 2013  | Formuła Renault 3.5                        | Carlin                     | 17      | 0          | 0  | 0  | 1      | 24     | 17      |
| 2013  | Brytyjska Formuła 3 (Seria międzynarodowa) | Carlin                     | 3       | 2          | 2  | 0  | 3      | 58     | 9       |
| 2013  | Grand Prix Makau                           | Carlin                     | 1       | 0          | 0  | 0  | 0      | N/A    | 6       |
| 2014  | Formuła Renault 3.5                        | ISR                        | 17      | 0          | 0  | 0  | 2      | 73     | 10      |
| 2014  | Blancpain Endurance Series – Pro Cup       | HTP Motorsport             | 1       | 0          | 0  | 0  | 0      | 18     | 16      |
| 2015  | Formula Renault 3.5 Series                 | Fortec Motorsports         | 17      | 1          | 1  | 1  | 4      | 118    | 8       |

- † – Jaafar nie był liczony do klasyfikacji.